# Château du Prince Noir (Talence)
Le château du Prince Noir ou Château de Brama est situé dans la commune de Talence, dans le département de la Gironde.

## Historique
Selon trois historiens locaux (Guillon en 1866, Biron en 1925 et Ferrus en 1926), le commanditaire du château serait Édouard III d'Angleterre, surnommé le Prince Noir. Ce bâtiment aurait été édifié vers 1355 sous la forme d'un pavillon de chasse isolé, en lisière de forêt. Cette proximité de la forêt pourrait expliquer l'appellation originale de l'édifice, le fils d’Édouard III et ses invités séjournaient dans ce pavillon lorsqu'ils allaient chasser le cerf d'où le terme de « brana » ou « brama » issus du verbe bramer. 
Au XIVe siècle, le domaine resta en possession de la famille d'Angleterre. Le changement s'opère au XVe siècle. Le pavillon est inféodé à l'une des familles les plus importantes de la région : les Roustaing, dont l'un des membres, Roustaing de Soley fut sénéchal de Gascogne et maire de Bordeaux en 1240. 
L'édifice actuel prend forme au XVIe siècle sous l'impulsion d'Arnaud de Roustaing « seigneur de Brama » qui fait détruire l'ancien pavillon pour construire le château . 
Par la suite, durant la période mouvementée de La Fronde, le château est occupé par les troupes de Charles de La Porte, Maréchal de la Mailleraye  . 
Puis au XVIIIe siècle, le domaine entre en possession de la famille Bruno ou Bruneau qui le garde jusqu'en 1819. Il est d'ailleurs désigné « Château Bruno » sur le plan cadastral de la ville de Talence.
De 1819 à 1862, le domaine change de fonction pour devenir une fabrique de toiles cirées, période durant laquelle est détruite l'allée qui reliait le château à l'église. 
Sa fonction change encore par la suite, il est racheté par la famille Clavé qui enclenche de nombreuses modifications intérieures, notamment par l'ajout de peintures murales en 1877.
L'édifice est temporairement transformé en hospice pour vieillards pour retrouver par la suite une fonction industrielle. 
En 1939, l'entreprise d'aéronautique Dassault construit à proximité du château qui est inclus à l'usine. 
Enfin, il est cédé à la Société auxiliaire du meuble en 1978. Le château est inscrit par arrêté aux Monuments Historiques le 21 décembre 1984. 
Actuellement, le Château du Prince Noir est en possession d'une société privée et est transformé en logements.

## Description

### Disposition et décor extérieur
|  |

|  |

Le château du Prince Noir de Talence est construit en moellons et pierre de taille et adopte une forme d'un quadrilatère. Il se compose de deux corps de logis rectangulaires qui se font face à l'est et à l'ouest.
À l'ouest, le bâtiment ne comporte qu'un étage. À l'est, le bâtiment comporte deux étages dont un en comble. On y trouve une toiture à pignon, des fenêtres à meneaux ainsi qu'une tourelle en encorbellement côté cour surmontée d'un toit conique avec une flèche portant le léopard britannique. Au nord, c'est un simple mur surmonté d'une galerie de liaison couverte de tuiles creuses qui prend place.
Tout comme au nord, on trouve au sud une simple galerie. Cette galerie comprend un ornement extérieur et une porte à arc bombé avec un mascaron de tête de faune côté cour. L'entrée est constituée d'une porte encastrée par une moulure ainsi que deux colonnettes. L'entablement de la galerie est orné de motifs trilobés dans les arcs en ogive.

### Décor intérieur
Au rez-de-chaussée, on trouve des décors peints à motif de rosette ainsi que des moulures de plafonds. Dans une autre pièce se trouve une cheminée ovale sur laquelle on trouve le monogramme de la maison. Une autre cheminée est décorée d'une rosette dorée. On trouve des traces d'ornementation florale sur les poutres du plafond et sur les encadrements de fenêtre.
Dans l'aile est, se trouve une frise peinte de léopards en haut des murs. On trouve aussi une représentation de teintures bleues piquetées de palmettes. Un pilier avec baldaquin prend place dans l'aile est et porte deux écus avec une devise et une couronne comtale .